# Holcocera clemensella
Holcocera clemensella é uma espécie de mariposa do gênero Holcocera pertencente à família Scythrididae.